# Straßenradsport-Weltmeisterschaften 2010

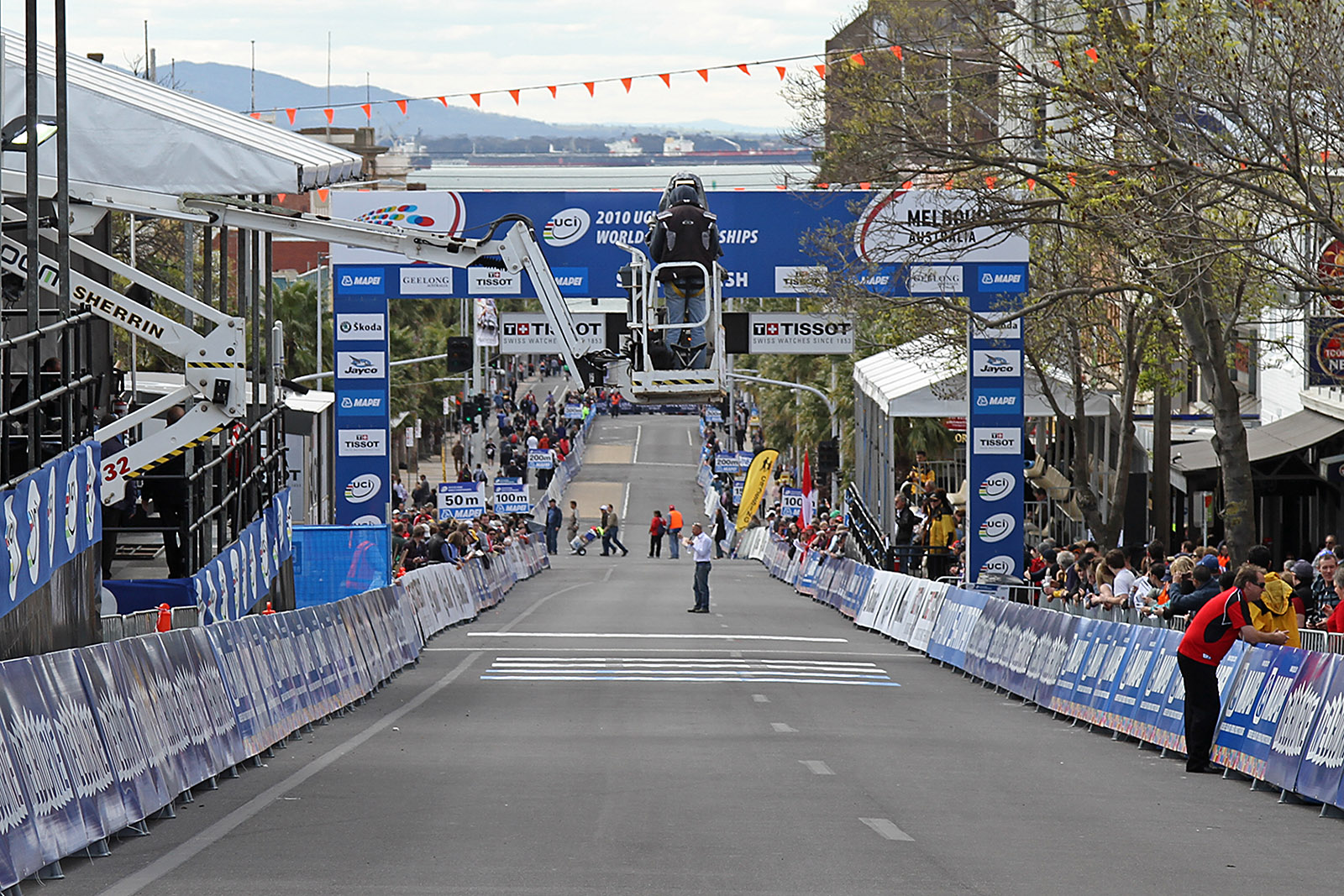
Start- und Zielraum in Geelong

Die Straßenradsport-Weltmeisterschaften 2010 fanden vom 29. September bis zum 3. Oktober in Melbourne statt.
Zu diesen ersten Straßen-Weltmeisterschaften, die in Australien stattfanden, wurden über 400 Radrennfahrer – Frauen und Männer – in Geelong, 70 Kilometer von Melbourne entfernt, erwartet, um sich im Straßenrennen und im Einzelzeitfahren zu messen. Die Strecke für die Männer führte von Melbourne nach Geelong. Der Titelverteidiger bei den Männern-Elite, der Australier Cadel Evans, lebte früher in Melbourne.
Im April 2010 gab das italienische Chemieunternehmen Mapei bekannt, dass es diese Weltmeisterschaften finanziell unterstützen wird. Von 1993 bis 2002 hatte das Unternehmen als Sponsor ein Radsportteam mitfinanziert.
Drei Wochen vor Beginn der Weltmeisterschaften wurde die Strecke nach tagelangen Regenfällen überflutet. Auch eine eigens für die WM errichtete provisorische Brücke war betroffen.

## Teilnehmer (Auswahl)
Der Kader des Bundes Deutscher Radfahrer:
- Männer: Bert Grabsch (Team HTC-Columbia), André Greipel (HTC-Columbia), Danilo Hondo (Team Lampre), Dominic Klemme (Team Saxo Bank), Christian Knees (Team Milram), Paul Martens (Team Rabobank); Tony Martin (HTC-Columbia), Marcel Sieberg (HTC-Columbia), Fabian Wegmann (Team Milram). Tony Martin und Bert Grabsch starten außerdem im Zeitfahren.
- Frauen: Judith Arndt, Luise Keller, Ina-Yoko Teutenberg (alle HTC-Columbia), Charlotte Becker (Cervélo TestTeam) und Trixi Worrack (Equipe Noris Cycling). Für das Einzelzeitfahren sind Judith Arndt und Charlotte Becker vorgesehen.
- U23: John Degenkolb, Marcel Kittel, Maximilian May (alle Thüringer Energie Team), David Hesselbarth, Philipp Ries (beide Team Heizomat) und Michel Koch (LKT Team Brandenburg). Marcel Kittel ist für das Einzelzeitfahren vorgesehen.

Der Kader von Swiss Cycling:
- Männer: Michael Albasini (Team HTC-Columbia), Fabian Cancellara (Team Saxo Bank), Martin Elmiger (Ag2r La Mondiale), Steve Morabito (BMC Racing Team), Grégory Rast (Team RadioShack), Martin Kohler, Danilo Wyss (beide BMC Racing Team). (Oliver Zaugg musste kurzfristig aufgrund einer Verletzung absagen. Auf eine mögliche Nachnominierung wurde verzichtet, ebenso wie die vorher mögliche Nominierung eines neunten Fahrers.)
 Einzelzeitfahren: Fabian Cancellara
- Frauen: Emily Aubry (RRC Nordwest Reigoldswil), Jennifer Hohl (Marbach SG, RV Schaan), Patricia Schwager (VC Fischingen), Doris Schweizer (VC Pfaffnau-Roggliswil)
 Einzelzeitfahren: Patricia Schwager, Doris Schweizer
- U23 Männer: Michael Baer (RMV Cham-Hagendorn), Silvan Dillier (VC Alpenrose Schneisingen), Sébastien Reichenbach (VC Martigny)
Einzelzeitfahren: Silvan Dillier

Der Kader des Österreichischen Radsportverbandes:
- Männer: Bernhard Eisel (Team HTC-Columbia), Peter Wrolich (Team Milram)
- Frauen: Andrea Graus
- U23 Männer: Andreas Hofer, Matthias Krizek, Georg Preidler, Daniel Schorn (Team NetApp),
Einzelzeitfahren: Andreas Hofer

## Anti-Doping-Konferenz
Im Vorfeld der Straßen-WM organisierte die Universität von Geelong eine Anti-Doping-Konferenz (27. und 28. September), die ursprünglich von den Organisatoren der WM unterstützt wurde. Als jedoch bekannt wurde, dass Floyd Landis zu dieser Konferenz geladen wurde, zog sich das OK von der Konferenz zurück.

## Ergebnisse Männer

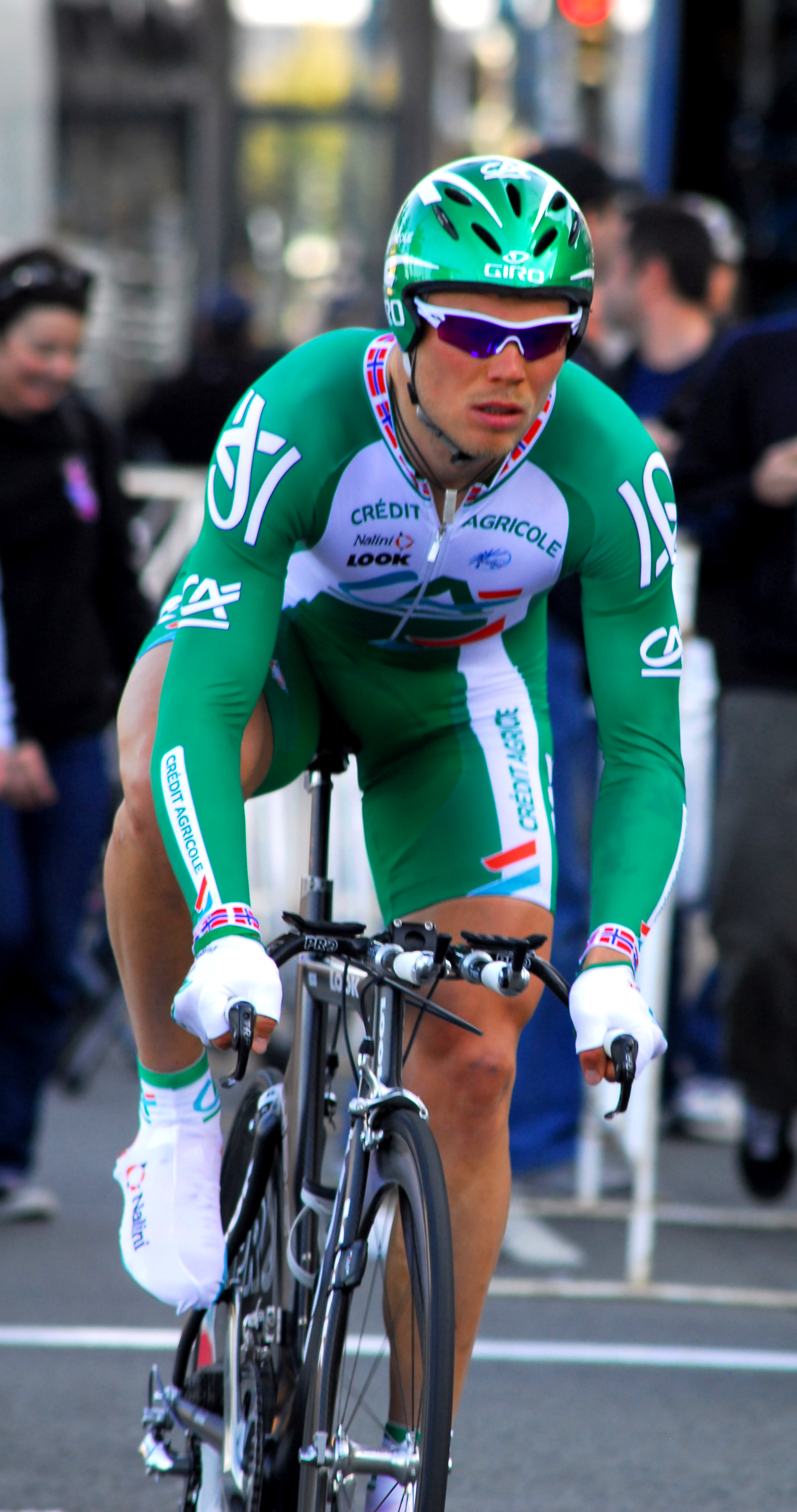
Thor Hushovd, erster norwegischer Weltmeister im Straßenrennen

### Straßenrennen

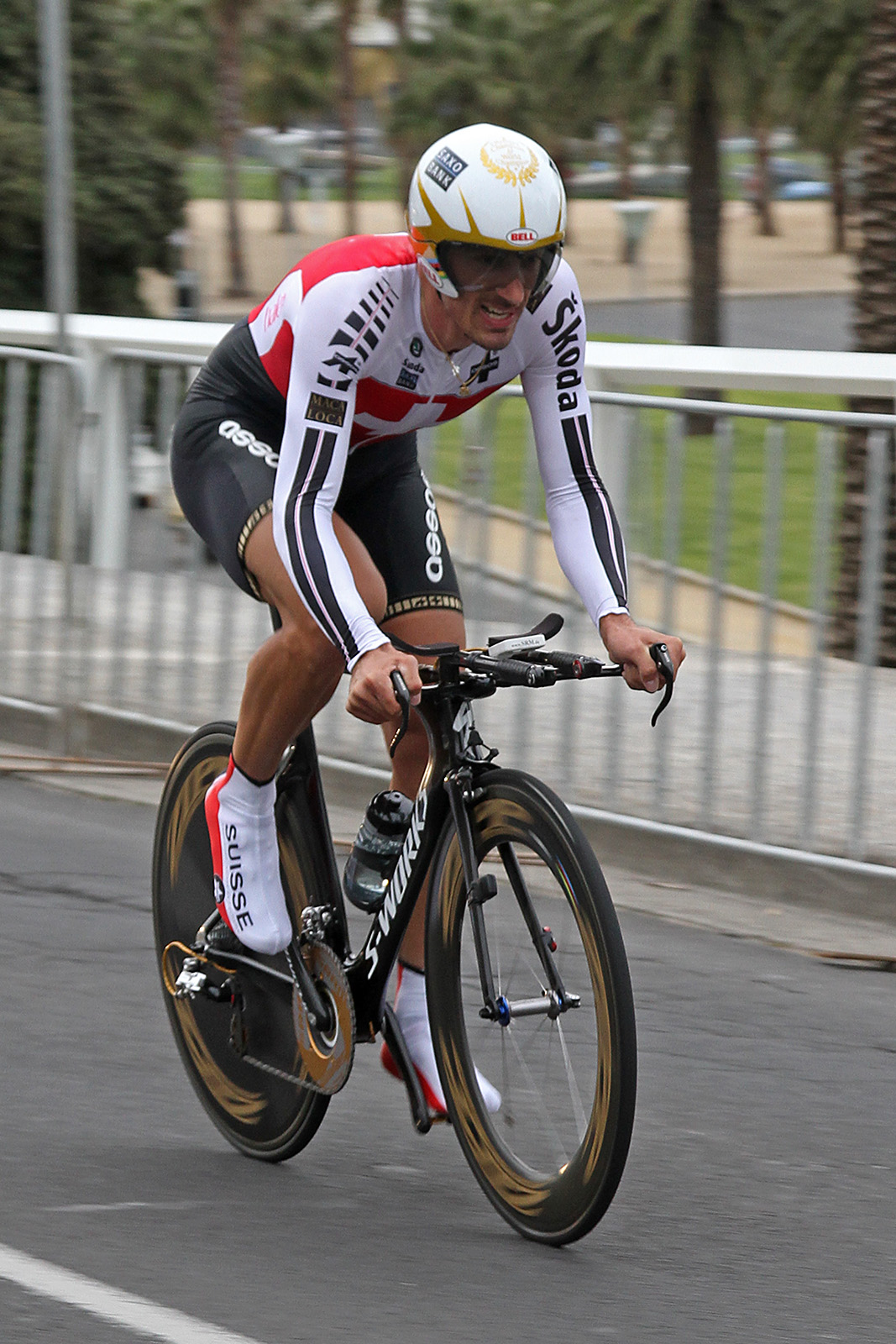
Fabian Cancellara, erster viermaliger Weltmeister im Einzelzeitfahren

| Platz | Athlet             | Land | Zeit                    |
| ----- | ------------------ | ---- | ----------------------- |
| 1     | Thor Hushovd       | NOR  | 6:21,49 h (40,417 km/h) |
| 2     | Matti Breschel     | DEN  | gl. Zeit                |
| 3     | Allan Davis        | AUS  | gl. Zeit                |
| 4     | Filippo Pozzato    | ITA  | gl. Zeit                |
| 5     | Greg Van Avermaet  | BEL  | gl. Zeit                |
| 6     | Óscar Freire       | ESP  | gl. Zeit                |
| 7     | Alexander Kolobnew | RUS  | gl. Zeit                |
| 8     | Assan Basajew      | KAZ  | gl. Zeit                |
| 9     | Yukiya Arashiro    | JPN  | gl. Zeit                |
| 10    | Romain Feillu      | FRA  | gl. Zeit                |

Termin: 3. Oktober

Länge: 257,2 km

### Einzelzeitfahren
| Platz | Athlet                | Land | Zeit          |
| ----- | --------------------- | ---- | ------------- |
| 1     | Fabian Cancellara     | SUI  | 58:09,19 h    |
| 2     | David Millar          | GBR  | + 1:02,75 min |
| 3     | Tony Martin           | GER  | + 1:12,49 min |
| 4     | Richie Porte          | AUS  | + 1:19,00 min |
| 5     | Michael Rogers        | AUS  | + 2:24,94 min |
| 6     | Koos Moerenhout       | NED  | + 2:40,69 min |
| 7     | Luis León Sánchez Gil | ESP  | + 2:44,23 min |
| 8     | David Zabriskie       | USA  | + 2:51,41 min |
| 9     | Maciej Bodnar         | POL  | + 3:00,70 min |
| 10    | Gustav Larsson        | SWE  | + 3:01,02 min |

Termin: 30. September 2010

Länge: 45,4 km

## Ergebnisse Frauen

### Straßenrennen
| Platz | Athletin             | Land | Zeit       |
| ----- | -------------------- | ---- | ---------- |
| 1     | Giorgia Bronzini     | ITA  | 3:32,01 h  |
| 2     | Marianne Vos         | NED  | gl. Zeit   |
| 3     | Emma Johansson       | SWE  | gl. Zeit   |
| 4     | Nicole Cooke         | GBR  | gl. Zeit   |
| 5     | Judith Arndt         | GER  | + 0,01 min |
| 6     | Grace Verbeke        | BEL  | + 0,03 min |
| 7     | Trixi Worrack        | GER  | gl. Zeit   |
| 8     | Rasa Leleivytė       | LTU  | gl. Zeit   |
| 9     | Elizabeth Armitstead | GBR  | gl. Zeit   |
| 10    | Carla Swart          | RSA  | gl. Zeit   |

Termin: 2. Oktober

Länge: 127,2 km (8 Runden)

### Einzelzeitfahren
| Platz | Athletin               | Land | Zeit          |
| ----- | ---------------------- | ---- | ------------- |
| 1     | Emma Pooley            | GBR  | 32:48,44 min  |
| 2     | Judith Arndt           | GER  | + 15,17 s     |
| 3     | Linda Villumsen        | NZL  | + 15,80 s     |
| 4     | Amber Neben            | USA  | + 43,94 s     |
| 5     | Jeannie Longo-Ciprelli | FRA  | + 1:28,27 min |
| 6     | Evelyn Stevens         | USA  | + 1:00,08 min |
| 7     | Tara Whitten           | CAN  | + 1:05,91 min |
| 8     | Shara Gillow           | AUS  | + 1:13,18 min |
| 9     | Emilia Fahlin          | SWE  | + 1:22,20 min |
| 10    | Tatiana Guderzo        | ITA  | + 1:25,55 min |

Termin: 29. September 2010

Länge: 22,8 km

## Ergebnisse Männer U23

### Straßenrennen
| Platz | Athlet                | Land | Zeit                    |
| ----- | --------------------- | ---- | ----------------------- |
| 1     | Michael Matthews      | AUS  | 4:01,23 h (39,552 km/h) |
| 2     | John Degenkolb        | GER  | gl. Zeit                |
| 3     | Taylor Phinney        | USA  | gl. Zeit                |
| 3     | Guillaume Boivin      | CAN  | gl. Zeit                |
| 5     | Arnaud Démare         | FRA  | gl. Zeit                |
| 6     | Sonny Colbrelli       | ITA  | gl. Zeit                |
| 7     | Laurens De Vreese     | BEL  | gl. Zeit                |
| 8     | Sebastian Lander      | DEN  | gl. Zeit                |
| 9     | Juan José Lobato      | ESP  | gl. Zeit                |
| 10    | Wjatscheslaw Kusnezow | RUS  | gl. Zeit                |

Länge: 159 km (10 Runden à 15,9 km)

Start: Freitag, 1. Oktober, 13:00 Uhr Ortszeit (AEDT = MESZ +8 Stunden)

### Einzelzeitfahren
| Platz | Athlet             | Land | Zeit          |
| ----- | ------------------ | ---- | ------------- |
| 1     | Taylor Phinney     | USA  | 42:50,29 min  |
| 2     | Luke Durbridge     | AUS  | + 1,90 s      |
| 3     | Marcel Kittel      | GER  | + 24,01 s     |
| 4     | Nélson Oliveira    | POR  | + 27,96 s     |
| 5     | Rohan Dennis       | AUS  | + 46,87 s     |
| 6     | Matteo Mammini     | ITA  | + 49,88 s     |
| 7     | Tom Dumoulin       | NED  | + 1:06,55 min |
| 8     | Jesús Herrada      | ESP  | + 1:18,48 min |
| 9     | Andrei Krasilnikau | BLR  | + 1:35,62 min |
| 10    | Geoffrey Soupe     | FRA  | + 1:38,21 min |

Termin: 29. September 2010

Länge: 31,6 km

## Medaillenspiegel
| Platz | Land               | Gold | Silber | Bronze | Gesamt |
| ----- | ------------------ | ---- | ------ | ------ | ------ |
| 1     | Australien         | 1    | 1      | 1      | 3      |
| 1     | Großbritannien     | 1    | 1      | -      | 2      |
| 3     | Vereinigte Staaten | 1    | –      | 1      | 2      |
| 4     | Schweiz            | 1    | –      | –      | 1      |
| 4     | Italien            | 1    | –      | –      | 1      |
| 4     | Norwegen           | 1    | –      | –      | 1      |
| 7     | Deutschland        | –    | 2      | 2      | 4      |
| 8     | Niederlande        | –    | 1      | –      | 1      |
| 8     | Dänemark           | –    | 1      | –      | 1      |
| 10    | Neuseeland         | –    | –      | 1      | 1      |
| 10    | Kanada             | –    | –      | 1      | 1      |
| 10    | Schweden           | –    | –      | 1      | 1      |

Beim Straßenrennen U23 wurde zweimal Bronze vergeben.